# Експлорер (Ес-46)
«Експло́рер С-46» (англ. Explorer S-46 — дослідник), інші назви IE-B, S-46A, NASA S-46 — американський науковий космічний апарат, запущений за програмою «Експлорер». Апарат мав вивчати енергію електронів і протонів на високій еліптичній орбіті. Запуск був невдалий.
23 березня 1960 року о 13:35:11 UTC ракетою-носієм Джуно-2 з космодрому на мисі Канаверал відбувся запуск апарата серії «Експлорер». Після відокремлення першого ступеня було втрачено зв'язок із ракетою-носієм, тому вмикання другого ступеня не відбулось, і ракета впала в Атлантичний океан за 1900 км від місця запуску.